# ナソロジー
ナソロジー（英: Gnathology）とは、顎口腔系を機能的な一単位として研究、治療することを目的とした学問である。

## 歴史
1920年代に、アメリカのMcCollumとStallardによって創設された。ナソロジーの理論は、有歯顎を対象として考え出されものである。従来の下顎運動の研究は、下顎運動を精密に記録することなく行われていたため、それらのデータは漠然とした意味しかもたなかった。1921年、McCollumは、ターミナル・ヒンジ・アキシスの存在を実証し、下顎運動の測定に明確な原点が設定されることになった。1926年、McCollumは、Stallard、Stuartらをメンバーとしてカルフォルニア・ナソロジカル・ソサエティーを設立した。

## 功績
1929年にはパントグラフの先駆となった、ナソグラフと呼ばれる口外法測定装置を開発し、1934年には、現在のナソロジカル・インスツルメントの原型となった、ナソスコープを完成させた。これらふたつのインスツルメントの発明は、ナソロジーの初期の大きな功績であり、これにより下顎運動が急速に解明されるようになった。生体の咬合を分析することにより、治療目標としての咬合様式を示した。その治療目標を達成するための治療方法を開発したが、あまりにも複雑すぎるという批判を受け、術式の簡素化について改良が行われた。

## 治療目標の歴史
McCollumらは、当初、治療目標としてバランスド・オクルージョンを擁護していた。しかし、この形式の咬合を与えた症例の大半が失敗に終わることに気づき、疑問をいだかれるようになった。Stallardは、健康な歯を持つ高齢者の口腔内を観察することにより、偏心運動中に前歯にガイドされて臼歯部歯列が上下方向に離開し、また咬頭嵌合位では前歯は約25μ程度の間隙をもち、臼歯部歯列だけで垂直方向への荷重を負担していることを明らかにした。そして、理想的な咬合では、前歯が臼歯を保護し、臼歯が前歯を保護する作用を観察し、この咬合様式をミューチュアリー・プロテクテッド・オクルージョンと名付けた。その後、Stallardによって、オルガニック・オクルージョンという言葉に改められた。1949年、Thomasはカスプ・フォッサ・ワクシング法と呼ぶ、機能的咬合面形成法を開発した。この咬合では臼歯は１歯対１歯の関係で咬合し、各機能咬頭が対合歯の咬合面窩と３点ずつ接触するという厳密な条件を備えている。ナソロジーは、これらの条件を厳密に実現する補綴法を開発した。しかし、ナソロジーの補綴法が複雑で一般性に乏しく不経済で社会性に欠けると批判され、Guichetらにより、簡素化した咬合器の開発などにより、臨床にて使いやすい方法が開発された。

## 補綴法の特徴
ナソロジーのオーソドックスな補綴法の特徴は、以下の通りである。
1. ターミナル・ヒンジ・アキシスを実測して、これを咬合の基準とする。
2. パントグラフを使って下顎運動の測定をする。
3. ナソロジカル・インスツルメントを使用して下顎運動を再現する。
4. 中心位を機能的咬合位として与える。
5. 全口腔を同時に修復し常にフル・マウス・リコンストラクションを治療の終着点と考える。
6. 上下顎を同時に修復しファンクション・ワキシング法による１歯対１歯カスプ・フォッサの咬合形式を与える。
7. オルガニック・オクルージョンを理想的な咬合とする。
8. 金合金で鋳造した暫間補綴物を長期間仮着して、治療効果を確認する。
9. セメント合着にさきがけて、最終補綴物をリマウントして咬合を修正する。

ナソロジーが最大に評価されることは、臨床にしっかりと結びついた理論であり、またその臨床成績が優れていることである。しかし、その反面、その術式は複雑で一般性に乏しく、不経済で社会性に欠けると批判されている。

## ナソロジスト
ナソロジーを実践する人達の総称である。ナソロジストは、国際ナソロジー学会を設立した。

## ナソロジカル・インスツルメント
オーラル・リハビリテーションに使用される特別に精度の高い全調節性咬合器のことである。ナソロジー学派の人達により開発された。ナソロジカル・インスツルメントは、パントグラフによって測定された患者の実際の下顎運動をターミナル・ヒンジ・アキシスを原点として正確に再現できるように設計されている。